# Oreste Albertini
Oreste Albertini (Certosa di Pavia, 28 marzo 1887 – Besano, 7 luglio 1953) è stato un pittore italiano.

## Biografia
Frequentò la Scuola civica di pittura a Pavia, a tredici anni divenne apprendista affreschista presso Cesare Maroni. Nel 1910 continuò gli studi alla Scuola di decorazione all'Umanitaria di Milano e frequentò i corsi dell'Accademia di Brera. Per diversi anni esercitò la pittura in modo amatoriale, senza farne una professione. Dal 1921 si trasferì a Besano dove trascorse tutta la sua vita. Allestì un atelier  anche a Milano dove partecipò per diversi anni alle esposizioni della Permanente.
Dopo alcuni dipinti dove sperimentò il divisionismo, dipinge i paesaggi delle Dolomiti e delle campagne del varesotto, in particolare Besano e Viconago.
Sue opere sono conservate nei Musei civici di Pavia e nella Galleria d'arte moderna di Milano (Covoni a Moena).

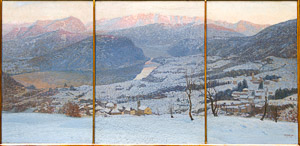
Nevicata
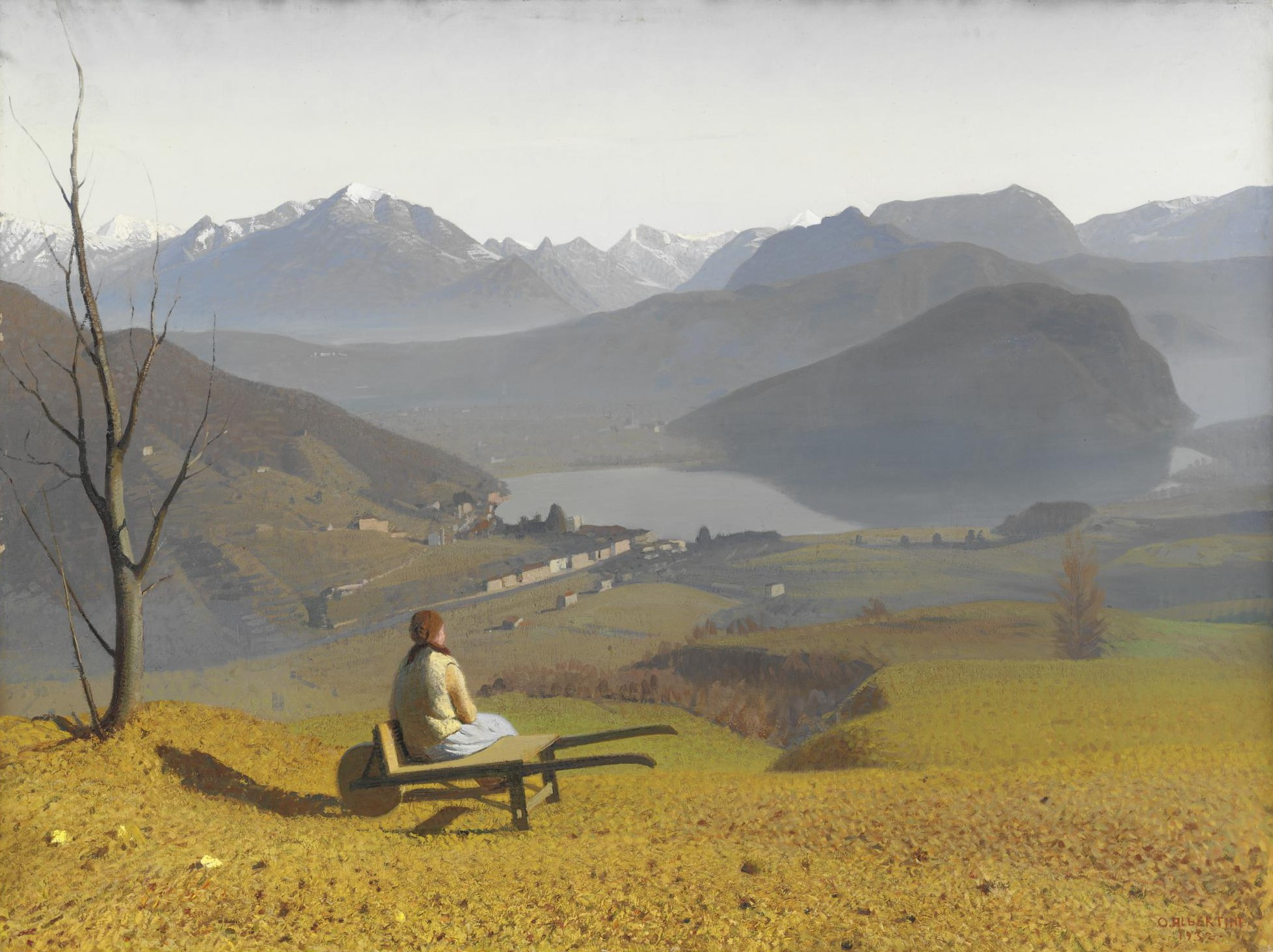
Panorama da Viconago
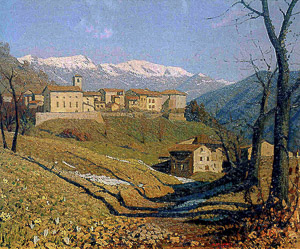
Viconago